# Fislis
Fislis je francouzská obec v departementu Haut-Rhin v regionu Grand Est. V roce 2014 zde žilo 423 obyvatel.

## Poloha obce
Sousední obce jsou: Bouxwiller, Linsdorf, Muespach, Muespach-le-Haut, Oltingue a Werentzhouse.

## Vývoj počtu obyvatel
Počet obyvatel